# Cosâmbești
Cosâmbești est une commune du județ de Ialomița en Roumanie.